# Wincenty Ronisz

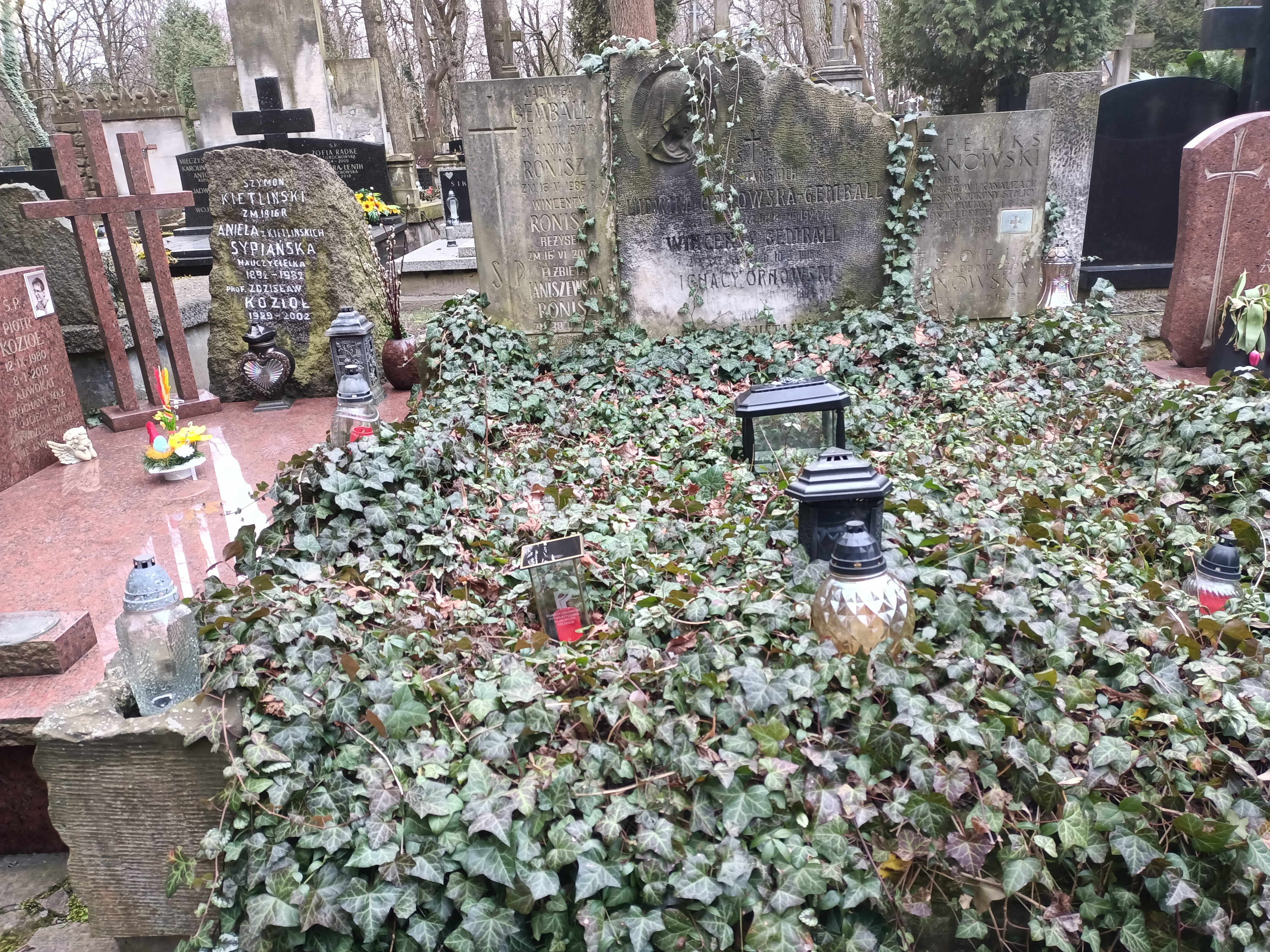
Grób Wincentego Ronisza na Cmentarzu Powązkowskim

Wincenty Ronisz (ur. 9 lutego 1934 w Warszawie, zm. 16 czerwca 2017 tamże) – polski reżyser i scenarzysta filmów dokumentalnych

## Życiorys
W 1957 roku ukończył historię sztuki na Uniwersytecie Warszawskim. Jeszcze podczas studiów współpracował z Studenckim Teatrem Satyryków, tworząc oprawy plastyczne i scenografię do przedstawień teatru. Jako reżyser i scenarzysta był związany z Wytwórnią Filmową Czołówka. W latach 1963–2007 zrealizował ok. 30 filmów dokumentalnych na temat historii polskiej wojskowości, w szczególności w latach I i II wojny światowej oraz okresie międzywojennym. Był członkiem Stowarzyszenia Filmowców Polskich.

## Nagrody
- 1965 - Brązowy Lajkonik dla najlepszego filmu dokumentalnego na Ogólnopolskim Festiwalu Filmów Krótkometrażowych w Krakowie za film Ludzie z karabinami,
- 1968 - Nagroda Przewodniczącego Komitetu ds. Radia i Telewizji „Srebrny Lajkonik” dla najlepszego filmu telewizyjnego na Ogólnopolskim Festiwalu Filmów Krótkometrażowych w Krakowie za film Skok na Arnhem,
- 1968 - „Złota Kaczka” przyznawana przez miesięcznik „Film” za film Bitwa o Anglię
- 2013 - Nagroda Stowarzyszenia Filmowców Polskich za wybitne osiągnięcia artystyczne.